# 胡傅書
胡傅書，江苏青浦人，清朝政治人物。监生出身。

## 生平
乾隆五十六年（1791年），擔任清朝廣州府新安縣知縣。后由師保元接任。